# Nanolitografia
Con il termine nanolitografia ci si riferisce alla fabbricazione di strutture su scala nanometrica, vale a dire a modelli con almeno una dimensione laterale compresa tra la grandezza di un singolo atomo e quella di circa 100 nm. La nanolitografia viene utilizzata nella fabbricazione della nanocircuiteria d'avanguardia di circuiti integrati semiconduttori o di sistemi nanoelettromeccanici (NEMS).
La nanolitografia è quel ramo della nanotecnologia che si occupa dello studio e applicazione della fabbricazione di strutture su scala nanometrica come i circuiti semiconduttori.
Dal 2007 la nanolitografia è un settore di ricerca molto attivo nelle università e nell'industria.

## Litografia ottica
La litografia ottica, che è stata la tecnica modellante predominante fin dall'avvento dell'era dei semiconduttori, è in grado di produrre modelli al di sotto dei 100 nm utilizzando lunghezze d'onda molto brevi (attualmente 193 nm). La litografia ottica richiede l'immersione in un liquido e una serie di tecnologie di miglioramento della risoluzione - maschera a spostamento di fase (PSM, Phase-Shift Mask), correzione ottica di prossimità (OPC, Optical Proximity Correction) - al nodo di 32 nm. La maggior parte degli esperti ritengono che le tecniche di litografia ottica tradizionali non saranno in effetti usabili al di sotto dei 22 nm. In ogni caso, l'estensione ulteriore di tecnologie ottiche risulterebbe molto costoso dal punto di vista del processo. A quel punto, possono essere sostituite da una tecnica di litografia di prossima generazione (NGL, Next-Generation Lithography).

## Altre tecniche di nanolitografia
- La litografia a raggi X può essere estesa a una risoluzione ottica di 15 nm usando le lunghezze d'onda brevi di 1 nm per l'illuminazione. Questa è realizzata tramite l'approccio della stampa di prossimità. La tecnica si è sviluppata fino al punto dell'elaborazione batch. L'estensione del metodo fa assegnamento sui raggi X a campo vicino nella diffrazione di Fresnel: una precisa caratteristica della maschera è "rimpicciolita" dalla vicinanza di un wafer situato vicino a una "condizione critica" che determina l'intervallo (gap) maschera-wafer, dipendente sia dalla dimensione della precisa caratteristica della maschera che dalla lunghezza d'onda. Il metodo è semplice, perché non richiede lenti.
- Un metodo di miglioramento della risoluzione dell'intensità che sta ottenendo accettazione è la modellatura doppia (double patterning). Questa tecnica aumenta la densità della caratteristica imprimendo nuove funzionalità tra le caratteristiche pre-stampate sullo stesso strato. È flessibile, perché può essere adattata per qualsiasi tecnica di esposizione o modellatura (patterning). La dimensione della caratteristica è ridotta tramite tecniche non-litografiche come l'incisione o i distanziatori di pareti (sidewall), purché la struttura da imprimere presenti un carattere periodico. In caso opposto (per esempio la gate dei microprocessori) si dovrà ricorrere a tecniche di doppia litografia e doppio attacco oppure di doppia litografia (con modifica delle caratteristiche fotosensibili del photoresist mediante il cosiddetto freezing) e di singolo attacco.
- È in corso il lavoro su uno strumento ottico per la litografia senza maschera che utilizza un allineamento digitale a micro-specchio per manipolare direttamente la luce riflessa senza la necessità di una maschera di intervento. La produttività è intrinsecamente bassa, ma l'eliminazione dei costi di produzione connessi alla maschera - che sono in aumento esponenziale ad ogni generazione di tecnologia - significa che un tale sistema potrebbe essere più conveniente nel caso di piccole serie di produzioni di circuiti, come in un laboratorio di ricerca, dove il rendimento dello strumento non è una preoccupazione.
- La più comune tecnica nanolitografica è la litografia a fasci d'elettroni direct-write (EBDW, Electron-Beam Direct-Write Lithography) che utilizza un fascio di elettroni per produrre un modello — tipicamente in una sostanza polimerica come il PMMA.
- La litografia nell'estremo ultravioletto (EUV, Extreme ultraviolet lithography) è una forma di litografia ottica che utilizza le lunghezze d'onda ultracorte (13,5 nm). È ritenuta la tecnica NGL più popolare.
- La litografia a particelle cariche, come le litografie a proiezione di elettroni o ioni (PREVAIL, SCALPEL, LEEPL), sono ugualmente capaci di una modellatura (patterning) ad alta risoluzione. La litografia a fasci di ioni usa un fascio focalizzato o esteso di ioni energetici leggeri (come He+) per trasferire il modello su una superficie. Usando la Litografia di Prossimità a Fasci di Ioni (IBL, Ion Beam Proximity Lithography) le caratteristiche su nano-scala possono essere trasferite su superfici non-planari.[1]
- La litografia a particelle neutre (NPL, Neutral Particle Lithography) usa un fascio esteso di particelle neutre energetiche per il modello da trasferire su una superficie.[2]
- La litografia a nanostampa (NIL, Nanoimprint lithography), e le sue varianti, come la "litografia a nanostampa step-and-flash", LISA e LADI sono promettenti tecnologie di replicazione di nanomodelli. Questa tecnica può essere combinata con la stampa a contatto.
- La litografia a scansione di sonda (SPL, Scanning Probe Lithography) è uno strumento promettente per la modellatura (patterning) su scala nanometrica profonda. Ad esempio, i singoli atomi possono essere manipolati con la punta di un microscopio a scansione a effetto tunnel (STM, Scanning Tunneling Microscope). La Nanolitografia dip-pen (DPN, Dip-Pen Nanolithography) è la prima tecnologia SPL disponibile in commercio basata sul microscopia a forza atomica.
- La nanolitografia con microscopio a forza atomica (AFM) è una tecnica di modellatura (patterning) di superficie chemiomeccanica che usa un microscopio a forza atomica.[3][4]
- La magnetolitografia (ML)  basata sull'applicazione di un campo magnetico sul substrato usando maschere di metallo paramagnetico chiamata "maschera magnetica", analoga alla fotomaschera che definisce la forma e la distribuzione spaziale del campo magnetico applicato. La seconda componente è rappresentata dalle nanoparticelle ferromagnetiche (analoghe al photoresist) che vengono assemblate sul substrato in base al campo indotto dalla maschera magnetica.

## Metodi "bottom-up"
- La litografia di nanosfere usa monostrati auto-assemblati di sfere (tipicamente fatti di polistirene) come le maschere di evaporazione. Questo metodo è stato usato per fabbricare apparati di nano-punti con spaziature controllate in modo preciso.[5]

È possibile che i metodi di auto-assemblaggio molecolare subentreranno come approccio primario nella nanolitografia, a causa della crescente complessità degli approcci top-down sopra elencati. È stato dimostrato l'auto-assemblaggio di linee dense inferiori ai 20 nm in grandi trincee pre-modellate. Il grado di controllo dell'orientazione e della dimensione, nonché la prevenzione della fusione della lamella devono ancora essere affrontati per poter essere un'efficace tecnica di modellatura. La questione importante della rugosità del bordo della linea è anche evidenziata per mezzo di questa tecnica.
I modelli di ondulazione auto-assemblati e le disposizioni di punti formati dallo spruzzamento (sputtering) di fasci ionici a bassa energia sono un'altra forma emergente di litografia "bottom-up". Le disposizioni allineate di fili magnetici e plasmonici e le nanoparticelle sono depositate su queste sagome (templates) per mezzo dell'evaporazione obliqua. Questi template sono facilmente prodotti su aree di grandi dimensioni con periodi fino a 25 nm.